# Gudmund Vindland
Gudmund Vindland (* 15. Oktober 1949 in Oslo) ist ein norwegischer Schriftsteller. Vindland lebt und arbeitet als freier Journalist in Oslo.
Seine bekanntesten Werke sind der Roman Der Irrläufer und dessen Nachfolgeroman Sternschnuppen. In beiden Werken geht es um den jungen Yngve Vilde; es wird das Leben als Schwuler im Norwegen der 1970er und 1980er Jahre geschildert. Sex, Drogen und Karl Marx spielen wichtige Rollen in beiden Romanen.

## Bibliografie
- Der Irrläufer (Originaltitel: Villskudd, 1979). Aus dem Norweg. von Gabriele Haefs. Aufbau Taschenbuch Verlag, ISBN 3-7466-1819-3 (erstmals 1983 auf Deutsch)
- Tigerpuddelen Tilla Tidtrøyte og hennes bestialske bibeltolkninger (1980)
- Sternschnuppen (Originaltitel: Stjerneskudd, 1989). Aus dem Norweg. von Gabriele Haefs. Aufbau Taschenbuch Verlag, ISBN 3-7466-1994-7
- Korinternes gjerninger (2006)

| Personendaten    | Personendaten               |
| ---------------- | --------------------------- |
| NAME             | Vindland, Gudmund           |
| KURZBESCHREIBUNG | norwegischer Schriftsteller |
| GEBURTSDATUM     | 15. Oktober 1949            |
| GEBURTSORT       | Oslo                        |